# Walters (Minnesota)
Walters es una ciudad ubicada en el condado de Faribault en el estado estadounidense de Minnesota. En el Censo de 2010 tenía una población de 73 habitantes y una densidad poblacional de 141,64 personas por km².

## Geografía
Walters se encuentra ubicada en las coordenadas 43°36′18″N 93°40′27″O / 43.60500, -93.67417. Según la Oficina del Censo de los Estados Unidos, Walters tiene una superficie total de 0.52 km², de la cual 0.52 km² corresponden a tierra firme y (0%) 0 km² es agua.

## Demografía
Según el censo de 2010, había 73 personas residiendo en Walters. La densidad de población era de 141,64 hab./km². De los 73 habitantes, Walters estaba compuesto por el 98.63% blancos, el 0% eran afroamericanos, el 0% eran amerindios, el 0% eran asiáticos, el 0% eran isleños del Pacífico, el 1.37% eran de otras razas y el 0% pertenecían a dos o más razas. Del total de la población el 1.37% eran hispanos o latinos de cualquier raza.